# Bojovnice
Bojovnice (Betta) je rod sladkovodních paprskoploutvých ryb z podřádu labyrintky (Anabantoidei) a čeledi guramovití (Osphronemidae). Bojovnice pocházejí z jihovýchodní Asie – z Thajska, Laosu, Kambodže, Vietnamu, Malajsie, Singapuru, Bruneje a Indonésie. S více než šedesáti vědecky popsanými druhy se jedná o nejbohatší rod labyrintních ryb vůbec. Typovým druhem je bojovnice jávská (Betta picta). Nejznámějším druhem rodu je ale bojovnice pestrá (Betta splendens), která patří mezi nejoblíbenější akvarijní ryby a byla vyšlechtěna do mnoha ozdobných forem. Samci tohoto jsou dobře známí vzájemnou agresivitou. Ta je v jejich domovině využívána při tradičních rybích zápasech a celému rodu dala české jméno.
Všechny bojovnice mají dobře vyvinutou péči o potomstvo. Podle typu péče lze bojovnice rozdělit na dvě velké skupiny. Samci asi čtvrtiny nebo pětiny druhů včetně nejznámější bojovnice pestré (tzv. pěnové nebo bublinové bojovnice) staví pro své jikry a nerozplavaný plůdek pěnová hnízda. To je u bojovnic pravděpodobně fylogeneticky původní forma péče. Samci většiny druhů včetně typové bojovnice jávské (tzv. tlamovcové bojovnice) opatrují oplozené jikry a nerozplavaný plůdek v tlamě. Roku 1981 bylo navrženo vyčlenění tlamovcových bojovnic do samostatného rodu Pseudobetta. Podle současných poznatků však tlamovcové chování vzniklo u bojovnic několikrát nezávisle a rod Pseudobetta by tudíž byl nepřirozeným (polyfyletickým).

## Taxonomie
Bojovnice (Betta) je s více než 60 vědecky popsanými druhy a řadou známých ale dosud vědecky nepopsaných populací nejrozsáhlejším rodem labyrintních ryb. V osmdesátých letech bylo navrženo vyčlenění tlamovcových druhů do samostatného rodu Pseudobetta. Toto rozdělení však nebylo vědeckou komunitou přijato. Mezi chovateli a odborníky na bojovnice se však ujalo rozdělení na tzv. druhové skupiny nebo komplexy sdružující druhy s podobnými vlastnostmi.
Rod Betta v současnosti zahrnuje následující druhy:
- Betta akarensis (Regan, 1910) – bojovnice akarská
- Betta albimarginata (Kottelat & Ng, 1994) – bojovnice bělolemá
- Betta anabatoides (Bleeker, 1851) – bojovnice lezounovitá
- Betta antoni (Tan & Ng, 2006) – bojovnice Antonova
- Betta apollon (Schindler & Schmidt, 2006) – bojovnice Apollónova
- Betta aurigans (Tan & Lim, 2004) – bojovnice zlatavá
- Betta balunga (Herre, 1940) – bojovnice balunžská
- Betta bellica (Sauvage, 1884) – bojovnice bojovná
- Betta breviobesus (Tan & Kottelat, 1998) – bojovnice zavalitá
- Betta brownorum (Witte & Schmidt, 1992) – bojovnice Brownových
- Betta burdigala (Kottelat & Ng, 1994) – bojovnice červenohlavá
- Betta coccina (Vierke, 1979) – bojovnice bázlivá
- Betta compuncta (Tan & Ng, 2006) – bojovnice tetovaná
- Betta cracens (Tan & Ng, 2005) – bojovnice hnědá
- Betta dimidiata (Roberts, 1989) – bojovnice vláknoploutvá
- Betta edithae (Vierke, 1984) – bojovnice Editina
- Betta enisae (Kottelat, 1995) – bojovnice Enisina
- Betta falx (Tan & Kottelat, 1998) – bojovnice srpoploutvá
- Betta ferox (Schindler & Schmidt, 2006) – bojovnice divoká
- Betta foerschi (Vierke, 1979) – bojovnice Foerschova
- Betta fusca (Regan, 1910) – bojovnice tmavá
- Betta gladiator (Tan & Ng, 2005) – bojovnice gladiátorská
- Betta hipposideros (Ng & Kottelat, 1994) – bojovnice podkovovitá
- Betta channoides (Kottelat & Ng, 1994) – bojovnice hadohlavá
- Betta chini (Ng, 1993) – bojovnice Chinova
- Betta chloropharynx (Kottelat & Ng, 1994) – bojovnice zelenohrdlá
- Betta ibanorum (Tan & Ng, 2004) – bojovnice ibanská
- Betta ideii (Tan & Ng, 2006) – bojovnice Ideova
- Betta imbellis (Ladiges, 1975) – bojovnice nebojovná
- Betta krataios (Tan & Ng, 2006) – bojovnice statná
- Betta kuehnei (Schindler & Schmidt, 2009) – bojovnice Kühneova
- Betta lehi (Tan & Ng, 2005) – bojovnice Lehova
- Betta livida (Ng & Kottelat, 1992) – bojovnice zelenooká
- Betta macrostoma (Regan, 1910) – bojovnice velkotlamá
- Betta mandor (Tan & Ng, 2006) – bojovnice mandorská
- Betta midas (Tan, 2009) – bojovnice zlatošupinná
- Betta miniopinna (Tan & Tan, 1994) – bojovnice maloploutvá
- Betta obscura (Tan & Ng, 2005) – bojovnice nenápadná
- Betta ocellata (de Beaufort, 1933) – bojovnice očkatá
- Betta pallida (Schindler & Schmidt, 2004) – bojovnice bledá
- Betta pallifina Tan & Ng, 2005) – bojovnice světloploutvá
- Betta patoti (Weber & de Beaufort, 1922) – bojovnice Patotova
- Betta persephone (Schaller, 1986) – bojovnice temná
- Betta pi (Tan, 1998) – bojovnice Pí
- Betta picta ((Valenciennes, 1846)) – bojovnice jávská
- Betta pinguis (Tan & Kottelat, 1998) – bojovnice vysokotělá
- Betta prima (Kottelat, 1994) – bojovnice vietnamská
- Betta pugnax ((Cantor, 1849)) – bojovnice tlamovcová
- Betta pulchra (Tan & Tan, 1996) – bojovnice lesklá
- Betta raja (Tan & Ng, 2005) – bojovnice královská
- Betta renata (Tan, 1998) – bojovnice černohrdlá
- Betta rubra (Perugia, 1893) – bojovnice rudá
- Betta rutilans (Witte & Kottelat, 1991) – bojovnice červená
- Betta schalleri (Kottelat & Ng, 1994) – bojovnice Schallerova
- Betta simorum (Tan & Ng, 1996) – bojovnice Simových
- Betta simplex (Kottelat, 1994) – bojovnice prostá
- Betta smaragdina (Ladiges, 1972) – bojovnice smaragdová
- Betta spilotogena (Ng & Kottelat, 1994) – bojovnice tečkolící
- Betta splendens (Regan, 1910) – bojovnice pestrá
- Betta stigmosa (Tan & Ng, 2005) – bojovnice značkovaná
- Betta stiktos (Tan & Ng, 2005) – bojovnice kropenatá
- Betta strohi (Schaller & Kottelat, 1989) – bojovnice Strohova
- Betta taeniata (Regan, 1910) – bojovnice páskovaná
- Betta tomi (Ng & Kottelat, 1994) – bojovnice Tomova
- Betta tussyae (Schaller, 1985) – bojovnice Tussyové
- Betta uberis (Tan & Ng, 2006) – bojovnice tengažská
- Betta unimaculata ((Popta, 1905)) – bojovnice jednoskvrnná
- Betta waseri (Krummenacher, 1986) – bojovnice Waserova

## Rozšíření
Bojovnice pochází ze sladkých vod tropické jihovýchodní Asie.

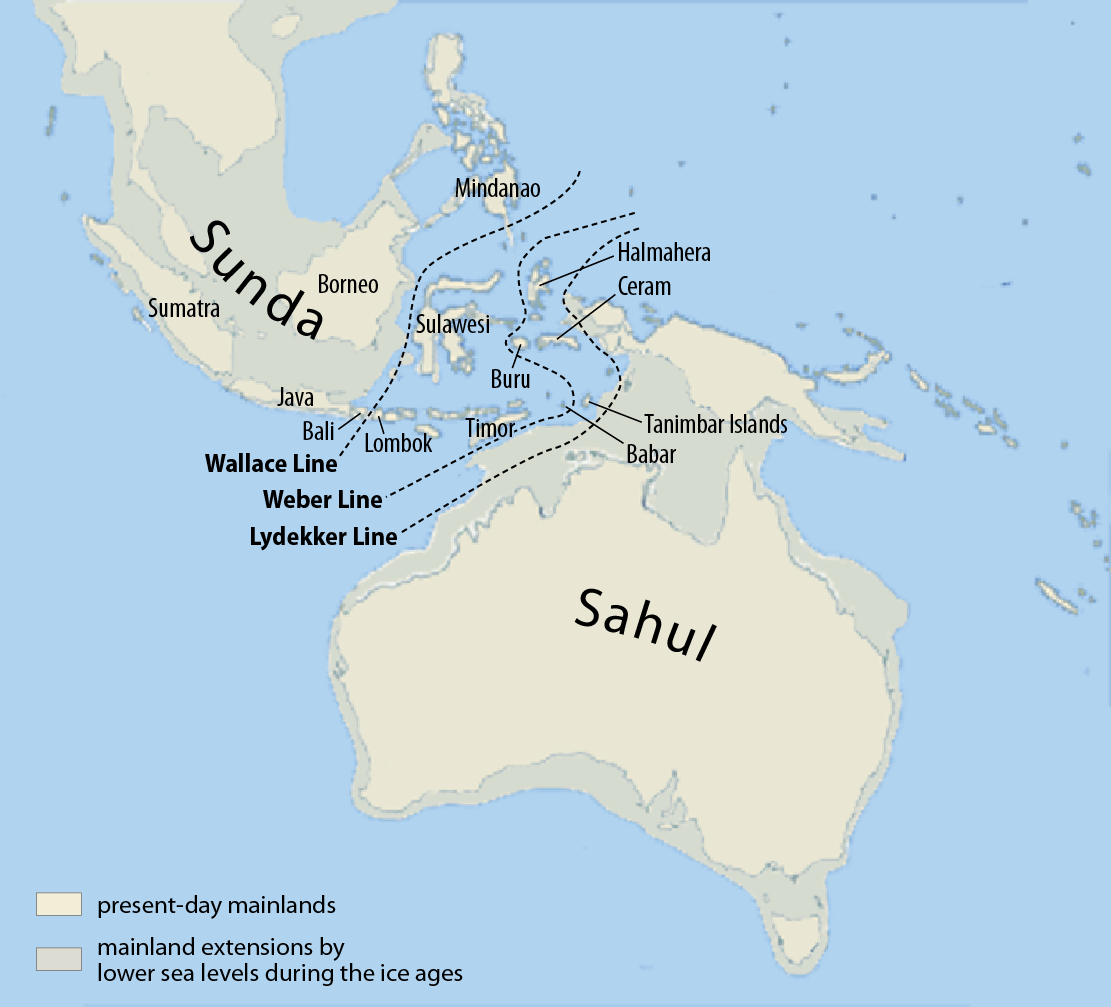
Mapa rozšíření

Bojovnice nejsou schopné žít ve vodě s vysokou salinitou a nemohou se tedy vlastními silami šířit mezi mořem oddělenými ostrovy. Jejich současný výskyt zahrnující kromě jihovýchodoasijské pevniny i ostrovy západní části Malajského souostroví je výsledkem snížení hladiny moře během poslední doby ledové v svrchním pleistocénu.
Před 22 tisíci lety, během posledního glaciálního maxima, ležela hladina okolního moře 116 metrů pod současnou úrovní. Dnešní velké Sundské ostrovy Sumatra, Jáva a Borneo včetně řady menších přilehlých ostrovů tvořily součást asijské pevniny. Navazovaly na oblasti v současnosti tvořící Malajský poloostrov a jižní pobřeží Thajska, Kambodže a Vietnamu.